# Кејси Маквистон
Кејси Маквистон (енгл. Casey McQuiston; Батон Руж, 21. јануар 1991) амерички је аутор љубавних романа. Највише се издваја као аутор Њујорк тајмс бестселера Црвено, бело и краљевски плаво.

## Биографија
Детињство и младост проводи у Батон Ружу, свом месту рођења. Завршивши Државни универзитет Луизијане са дипломом новинара, почиње да се бави писањем романа.
Пише романтичне комедије о квир особама јер је ранији члан конзервативне евангелистичке хришћанске школе и жели да пише књиге због којих би се људи осећали мање изоловано као квир тинејџери.
Изјашњава се као квир. Небинарна је особа и користи родно неутралне заменице.

## Дела
- Црвено, бело и краљевски плаво (2019)
- Последња станица (2021)
- I Kissed Shara Wheeler (2022)
- Bloody, Lovely (2022)